# Genadi Simeonow
Genadi Simeonow Georgiew (bułg. Генади Симеонов Георгиев), znany jako Genczo Simeonow (bułg. Генчо Симеонов, ur. 24 marca 1971 we Wracy) – bułgarski piłkarz występujący na pozycji napastnik. Wychowanek Botewa Wraca. W swojej karierze związany z wieloma bułgarskimi klubami, grał w Botewie Wraca, Beroe Stara Zagora, Lewskim Łom, LEKS-ie Łowecz, Spartaku Plewen, Łokomotiwie Sofia, Pyrwej Atomnej Kozłoduj, FK Montanie, Metałurgu Pernik, CSKA Sofii, Marku Dupnica, Spartaku Warna, Botewie Płowdiw, Bałkanie Botewgrad, Łokomotiwie Mezdra, Botewie Kriwodoł, FK Rasowie, Pirinie Goce Dełczew i Hebyrze Pazardżik.